# Яунджейкарс, Дзинтарс
Дзинтарс Яунджейкарс (латыш. Dzintars Jaundžeikars, 14 февраля 1956 года, Латвийская ССР — 16 марта 2022) — политический деятель Латвии. Министр внутренних дел Латвии (2005—2006). Член партии ЛПП/ЛЦ. Бывший руководитель парламентской комиссии по национальной безопасности. Экс-председатель правления АО «Лимбажу пиенс». Глава Латвийского центрального союза молокопромышленников.
Уголовное дело против Яунджейкарса по обвинению в подстрекательстве к разглашению гостайны завершилось в 2012 году, после достижения договорённости о штрафе с прокуратурой. Депутат 8 и 9 Сейма Латвии.
Скончался 16 марта 2022 года от осложнений, вызванных омикрон-штаммом COVID-19, которым он заразился в середине февраля.

## Награды
- Медаль Балтийской ассамблеи (2008)[5].